# پر اکلوند
پر اکلوند (انگلیسی: Per Eklund؛ زادهٔ ۱۲ نوامبر ۱۹۸۰) ورزشکار هنرهای رزمی ترکیبی اهل سوئد است.